# Philippe Cuénoud
Philippe Cuénoud (né le 8 juillet 1968) est un entomologiste et botaniste d'origine suisse et ukrainienne, installé à Onex (près de Genève), qui a travaillé sur les psocoptères de Suisse (avec Charles Lienhard) et de Papouasie-Nouvelle-Guinée, ainsi que sur la phylogénie des plantes. Sa mère Marianne Cuénoud-Retchitzky (19 décembre 1941 - 27 février 2021) a contribué à la vie culturelle de la commune de Lancy, et son père Gérard Cuénoud (23 janvier 1938 - 9 juin 2024) a participé au développement de l'entreprise d'électronique LEM, créée par les frères Marcel et Jean-Pierre Etter,.

## Biographie
Ses études entomologiques en Papouasie Nouvelle-Guinée lui ont permis de réviser le genre endémique Novopsocus, et de comprendre que les mâles attribués à l'espèce N. stenopterus appartenaient en fait à une espèce non encore décrite (dont les femelles étaient inconnues des auteurs précédents), et qu'il a nommée N. magnus (en raison de sa taille supérieure aux autres espèces du genre).

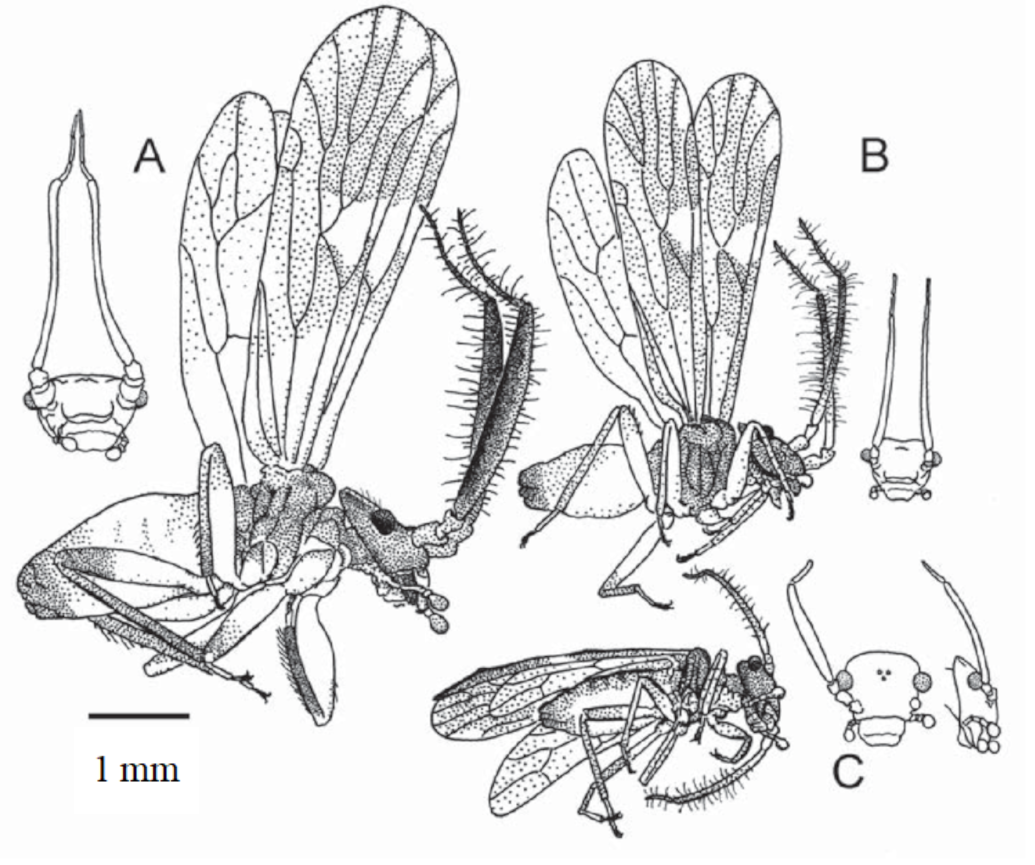
Les trois espèces du genre Novopsocus. A. N. magnus, B. N. stenopterus, C. N. caeciliae.

Son étude phylogénétique du genre Ilex (avec Jean-François Manen, Pierre-André Loizeau et Rodolphe Spichiger) a conduit à la mise en synonymie du genre Nemopanthus avec Ilex. Ses travaux sur les Caryophyllales (un ordre de plantes dont certains membres produisent des pigments de la classe des bétalaïnes), avec Vincent Savolainen and Mark Chase, sont à l'origine de la reconnaissance des familles botaniques Barbeuiaceae, Gisekiaceae, Limeaceae et Lophiocarpaceae.

La bétanine, un pigment trouvé chez certains membres des Caryophyllales.

Ses connaissances à la fois en entomologie et en botanique l'ont amené à collaborer au projet IBISCA (Inventaire de la Biodiversité, du Sol à la Canopée), un programme de recherche dirigé par Bruno Corbara, Maurice Leponce, Hector Barrios et Yves Basset (avec le soutien initial d'Edward O. Wilson) qui a permis de mieux comprendre la biodiversité de la forêt tropicale de San Lorenzo, sur la côte caraïbe de l'isthme de Panama (dans un article écrit par l'équipe IBISCA et présenté en couverture de la prestigieuse revue scientifique Science, le nombre total d'espèces d'arthropodes de la forêt est estimé à plus de 25 000).
Il a rejoint le Conseil Municipal d'Onex en 2022, pour mieux protéger une population de  spiranthes d'automne qu'il a trouvée sur le territoire de cette commune.

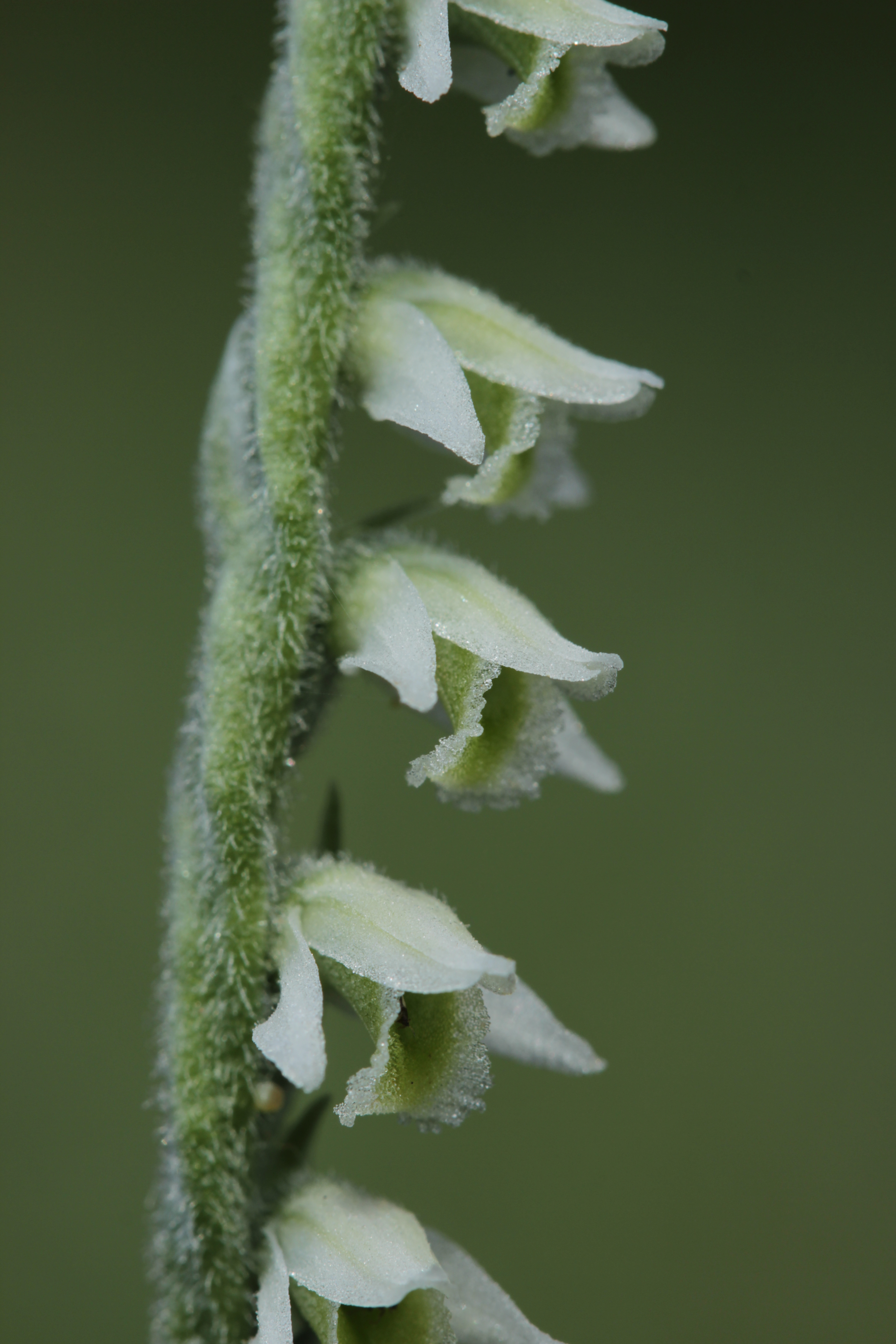
Spiranthe d'automne.